# Волны русской фантастики
Во́лны в фанта́стике — условные периоды её развития, которые, в частности, выделяют в русской фантастике. Существует также близкий по смыслу к понятию «волны» термин «поколения», относящийся к писательской судьбе, а не к собственно демографическим характеристикам писателей, как можно было бы думать по названию.
Во время существования СССР основным принципом формирования «волн» была общность литературных судеб писателей, связанная с объективными внешними обстоятельствами. Представителей той или иной волны объединяет их мировоззрение, которое находит выражение в текстах — как, например, гуманизм и вера в человека в произведениях авторов третьей волны или этический релятивизм — в произведениях авторов четвёртой.

## Возникновение понятия
Три поколения авторов советской фантастики предложил выделять литературовед и критик А. Ф. Бритиков в опубликованной в 1970 году монографии «Русский советский научно-фантастический роман». Позднее четвёртой волной (четвёртым поколением) стали называть авторов, начавших писать в последние десятилетия советской власти.

## Периодизация

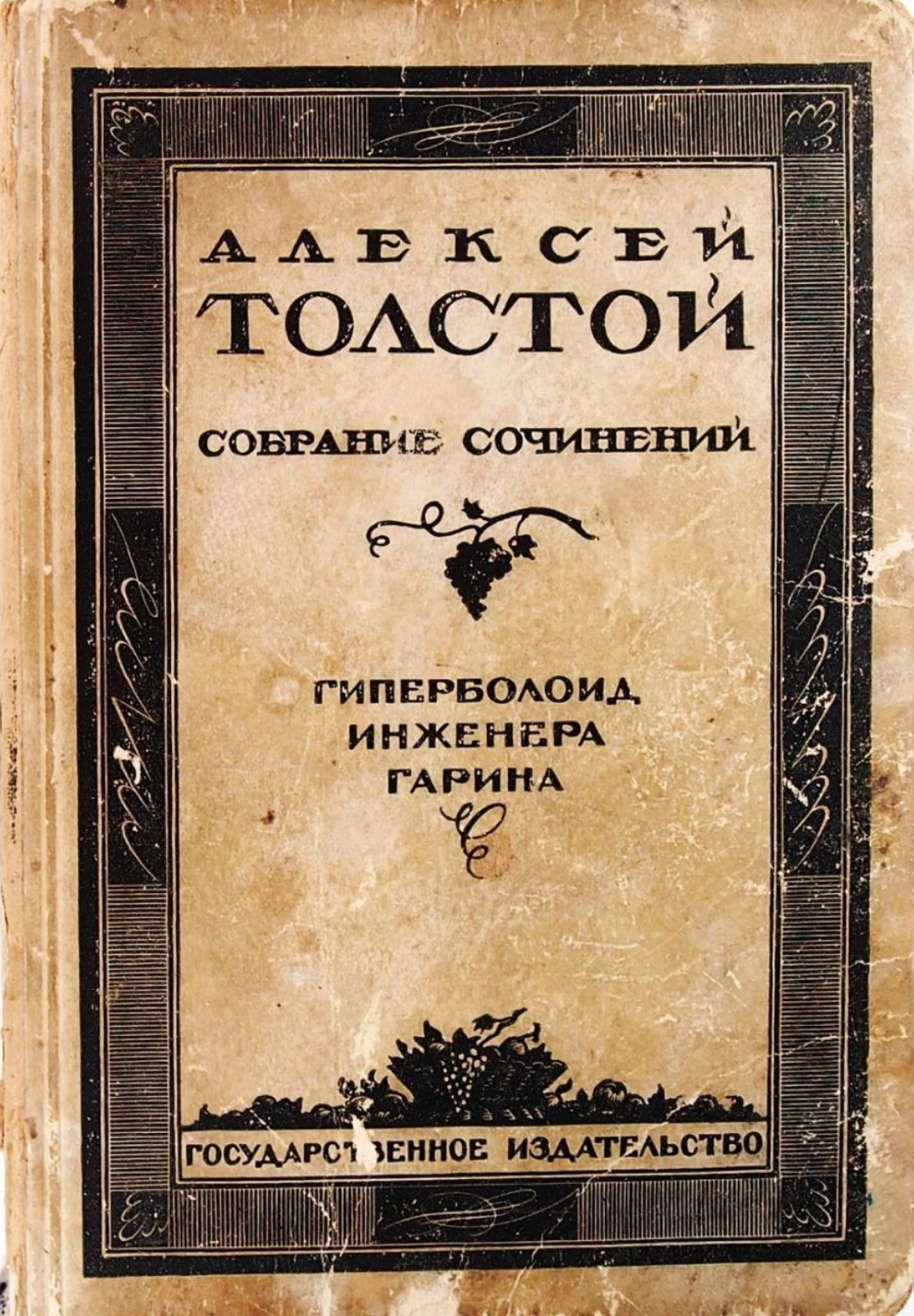
Первое издание романа А. Н. Толстого «Гиперболоид инженера Гарина» («Госиздат», 1927)

### Первая волна
Творчество представителей этой волны относится к 1920—1930-м годам. В центре внимания писателей часто находились классовые вопросы: авторы стремились к тому, чтобы отрефлексировать недавние события и выявить направление, в котором движется социальная действительность. При этом в произведении классовые вопросы обыгрывались «в лоб» (как, например, в популярном цикле Мариэтты Шагинян «Месс-Менд» о строительстве социализма в США) либо же вводились в текст постепенно, исподволь (как в романах Александра Беляева, например «Человек-амфибия» и «Голова профессора Доуэля»). Представители первой волны относили литературную утопию и антиутопию к эффективным инструментам изменения мира, рычагам, позволяющим трансформировать социальную реальность.
Наиболее яркие представители русской фантастики этой волны — Михаил Булгаков, Андрей Платонов, Александр Беляев, Александр Грин, Алексей Толстой. К фантастике 1920-х годов относятся и строго «научная» (В. Обручев, К. Циолковский), и авантюрно-приключенческая фантастика с сильным ироническим подтекстом или с сатирическим переосмыслением фантастического допущения (В. Катаев, М. Шагинян, И. Эренбург, В. Гончаров), и социальная фантастика (В. Итин, Я. Окунев, Б. Лавренёв, Б. Ясенский).

### Вторая волна
К этой волне относится фантастика 1940—1950-х годов — так называемая «фантастика ближнего прицела». В 1940-х годах возникло представление, что фантастика должна быть посвящена лишь ближайшему будущему. Авторами этого поколения фантастики были учёные и популяризаторы науки, художественная составляющая их произведений была подчас мала. Отличительные особенности — изображение плоского и схематичного «светлого будущего», развитие темы конфликта между миром социализма и западным буржуазным миром, научно-техническая проблематика, упрощённые приключенческие сюжетные схемы. Так, романы Владимира Немцова, главного представителя второй волны, называли «техническо-фантастическими».
Представители второй волны: Владимир Немцов, Георгий Гуревич, Виктор Сапарин, Вадим Охотников, Александр Казанцев, Иван Ефремов.

### Третья волна
Третья волна началась с публикации романа Ивана Ефремова «Туманность Андромеды» (1957). Первоначально это фантастика с уклоном в утопию, с масштабными философскими идеями. Характерный для предыдущих поколений фантастов интерес к фантастическому допущению остаётся, но наиболее важным становится другое: как влияет фантастическое на человека, общество, страну, человечество, на жизнь в целом. Именно в этот период создаются классические образцы советской фантастической литературы.
В последние десятилетия советского времени к соцреалистическим по своей сути темам «светлого будущего», «нового человека», вселенского братства разумов авторы социальной фантастики начинают прибегать всё реже и реже, а в рамках этих тем существенно смещают акценты. На первом плане оказались такие проблемы, как отсутствие понимания между различными типами интеллекта, беззащитность человека перед непостижимой сложностью бытия, негативные варианты развития цивилизации. В произведениях фантастов этого времени — в частности, братьев Стругацких — возрастает роль сатиры, иронии и гротеска, ощутима социально-критическая направленность; затрагиваются также «вечные» философские проблемы: например, такие повести Стругацких, как «Пикник на обочине», «Жук в муравейнике», «За миллиард лет до конца света», по своей проблематике и художественной форме близки к притче, социально-психологическому или философскому роману.
Представители третьей волны: Иван Ефремов (в своих поздних произведениях), братья Стругацкие, Кир Булычёв, Ольга Ларионова, Андрей Балабуха, Дмитрий Биленкин, Владимир Савченко, Вадим Шефнер.
Иногда всех представителей нескольких первых десятилетий русской советской фантастики, до Ефремова включительно или не включительно, относят к первой волне, а Стругацких порой относят ко второй волне.

### Четвёртая волна

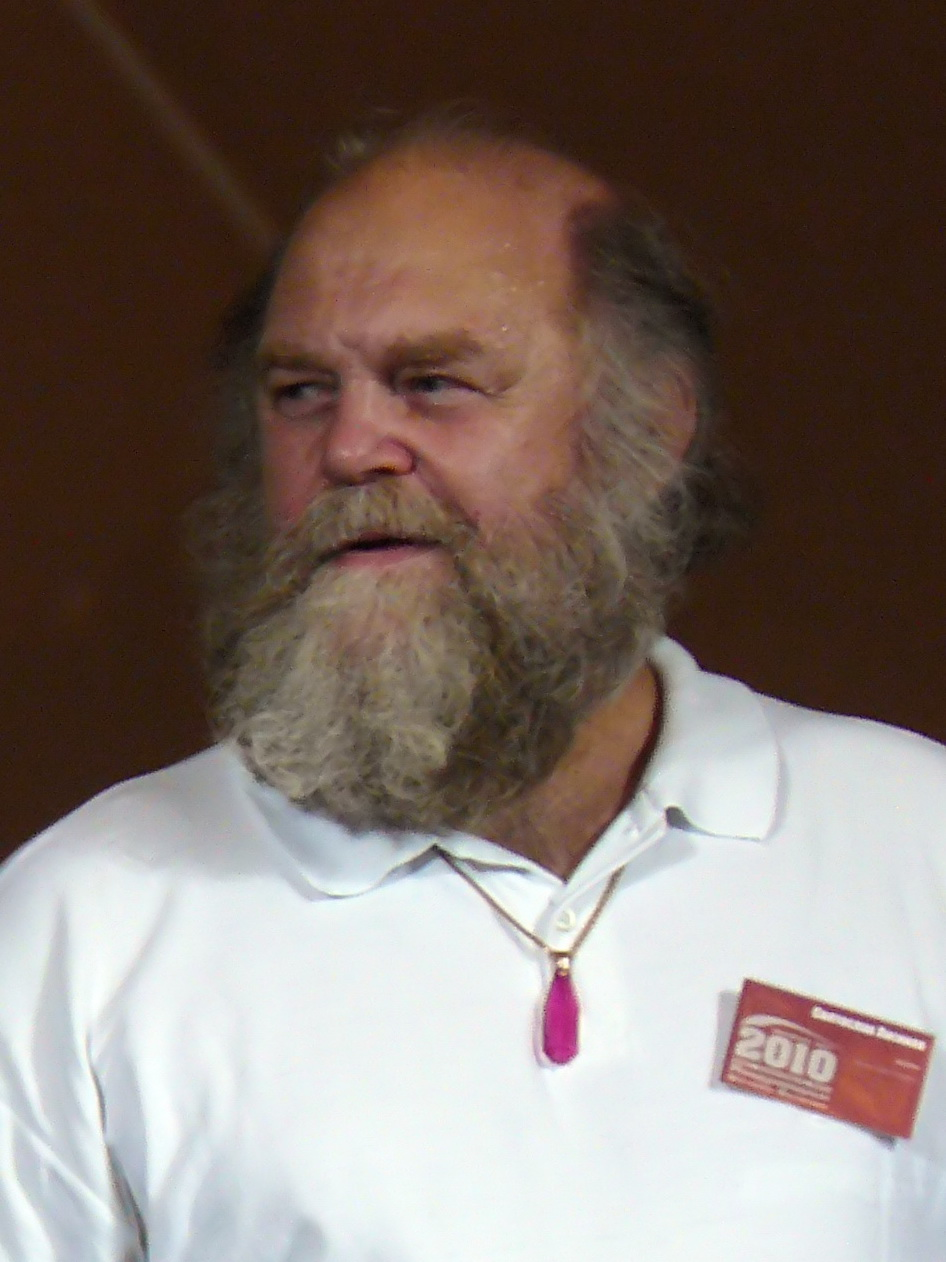
Представитель четвёртой волны. Святослав Логинов

Отчасти совпадает с третьей по времени: представители четвёртой волны начинали писать в 1960—1980-е годы, но многие из них не могли пробиться к читателю десятилетиями. Произведения большинства авторов этой волны находились под очень значительным влиянием Стругацких — как тематическим, идейным, так и стилистическим. Представители четвёртой волны придерживались взгляда на фантастику как на просто качественную литературу, которая не должна находиться в гетто и не обязана издаваться в сериях «Для детей и юношества». Преобладала социальная фантастика, во второй половине 1980-х годов в творчестве представителей четвёртой волны отличавшаяся от литературы основного потока намного меньше, чем фантастика два десятка лет назад. Арсенал художественных средств писателей этой волны мало отличался от художественных средств писателей мэйнстрима. В центре внимания писателей четвёртой волны — человек, его психология и поведение в необычных обстоятельствах, взаимодействие человека и общества. Четвёртая волна расширила тематическое пространство русской фантастики, привнесла элементы сюрреализма и других направлений, ориентировалась на новейшие тенденции западной фантастики, включая киберпанк.
К представителям этой волны относятся Святослав Логинов, Вячеслав Рыбаков, Андрей Столяров, Андрей Лазарчук, Любовь и Евгений Лукины, Борис Штерн, Михаил Успенский, Даниил Клугер, Эдуард Геворкян, Далия Трускиновская, Владимир Покровский, Виталий Бабенко, Александр Бачило, Дмитрий Биленкин, Юрий Брайдер и Николай Чадович, Александр Бушков, Михаил Веллер, Алан Кубатиев и другие:56. Центры формирования четвёртой волны — получившие большую известность семинары в Малеевке, Дубултах, Симферополе, Москве, Ленинграде (семинар Бориса Стругацкого).
Параллельно четвёртой волне, находившейся в «подполье», существовала официозная, активно публикуемая «молодогвардейская» фантастика: в 1970—1980-е годы печатать фантастическую литературу могло едва ли не единственное (из центральных) издательство во всём СССР. В 1970-е и особенно в 1980-е годы издательство «Молодая гвардия» стало публиковать фантастику, по мнению литературного критика Романа Арбитмана, преимущественно очень низкого качества (Владимир Фалеев, Елена Грушко, Александр Плонский, Сергей Плеханов и др.), авторы которой в постсоветское время были позабыты.

### «Новая новая» (пятая) волна
Представители этой волны начинают публиковаться в начале — середине 1990-х годов. По мнению литературоведа и критика Михаила Назаренко, основными особенностями литературы пятой волны являются органичное сочетание сюжета и мысли; создание достоверных в мельчайших подробностях миров, похожих и непохожих на наш мир; наследование самых различных черт англоязычной фантастики и соединение их с классическими традициями русской литературы; отказ от прямолинейной социальности и облечение социальности в новые одежды, внимание к «человеку вообще».
Пятая волна стартовала, когда читатель был уже приучен к фэнтези — благодаря обилию переводных изданий на рынке, характерному для 1990-х годов, что сформировало потребности и читателей — и, в какой-то мере, самих же писателей. Ряд представителей этой волны хорошо знаком массовому читателю, немалое количество представителей этой волны издавалось многотысячными тиражами. Произведения «новой новой» волны сформировали тенденции русской фантастики на много лет вперёд.
В числе наиболее заметных представителей «новой новой» волны — Сергей Лукьяненко, Олег Дивов, Владимир (Воха) Васильев, Марина и Сергей Дяченко, Генри Лайон Олди (Дмитрий Громов и Олег Ладыженский), Александр Громов, Ник Перумов, Елена Хаецкая, Юлия Латынина, Лев Вершинин, Далия Трускиновская (хотя её порой относят к представителям четвёртой волны), Леонид Каганов, Сергей Жарковский, Линор Горалик и др. В рамках этой волны выделяют, в частности, «украинскую школу фантастики», к которой относятся Андрей Валентинов, Генри Лайон Олди, Марина и Сергей Дяченко.
Некоторые исследователи считают эту волну фантастики четвёртой волной.

### «Цветная» (шестая) волна

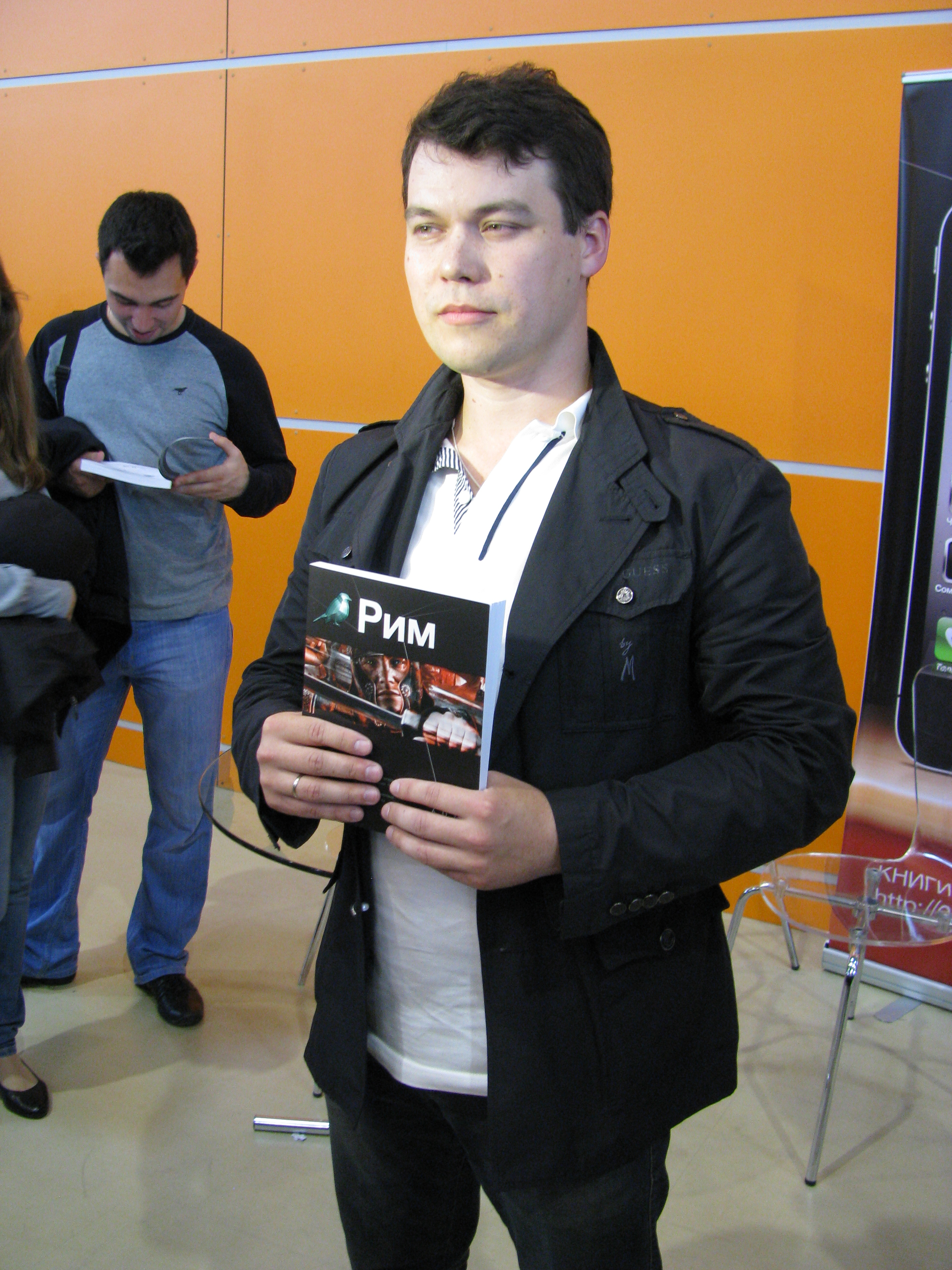
Представитель «цветной» волны. Шимун Врочек

Первые публикации произведений этой волны вышли в начале XXI века: молодые писатели заявили о себе публикациями рассказов в сборниках фантастики начала 2000-х годов. Общая особенность, их объединившая, — участие в сетевых конкурсах фантастических рассказов, в частности «Рваной грелке». К основополагающим книгам, благодаря которым была подверждена состоятельность «цветной волны» как явления, относятся два сборника: «Предчувствие“ шестой волны» (2007), составленное Андреем Лазарчуком, и «Цветной день» (2008), составленный минским критиком Аркадием Рухом. «Цветная» волна сформировалась скорее как писательский салон, чем как направление литературы; ей присуща спонтанность, отсутствие общей идеологии, отсутствие цели и лидеров.
Характерные черты произведений «цветной» волны — необычность, очень высокий уровень владения пером, умение нарушать читательские ожидания, атмосферность текстов, склонность к сюрреализму, экзотичности и метафоричности. Их тексты — мощные и неуютные; при наличии солидного багажа начитанности авторы, тем не менее, оказались свободными от давления авторитетов, не ограничивают себя конкретными темами, жанрами и поджанрами, проявляют склонность к экспериментам. «Цветная» волна наследовала у четвёртой волны интерес к человеку, его внутреннему миру, психологизм. Однако при этом характерно удаление от социальных проблем, в то время как произведения представителей четвёртой волны плотно укоренены в социальной реальности, часто содержат социальное моделирование. Другие особенности «цветной» волны — тяготение к «большой литературе», а не к массовой культуре; ставка не на динамичный сюжет, а на качество прозы; преобладание атмосферы над идеей.
К самым ярким авторам шестой волны относятся Шимун Врочек, Владимир Данихнов, К. А. Терина, Карина Шаинян, Дмитрий Колодан, Юлия Остапенко, Юлия Зонис, Иван Наумов.
Высказывалось также мнение (писателем и литературным критиком Д. Володихиным), что «цветную» волну следует считать не шестой, а седьмой волной, так как термином «шестая волна» правильней было бы обозначить сообщество мистиков, пришедших в фантастическую литературу во второй половине 1990-х — начале 2000-х годов.